# Метод Рунге — Кутти
Методи Рунге — Кутти — важлива група чисельних методів розв’язування (систем) звичайних диференціальних рівнянь. Названі на честь німецьких математиків Карла Рунге і Мартіна Кутти, які відкрили ці методи.

## Класичний метод Рунге — Кутти 4-го порядку
Метод Рунге — Кутти 4-го порядку настільки широко розповсюджений, що його часто називають просто методом Рунге — Кутти або RK4. 
Розглянемо задачу Коші для системи диференціальних рівнянь довільного порядку, що записується у векторній формі як
{\displaystyle {\textbf {y}}'={\textbf {f}}(x,{\textbf {y}}),~~~~~{\textbf {y}}(x_{0})={\textbf {y}}_{0}}.
Тоді значення невідомої функції в точці {\displaystyle \ x_{n+1}} обчислюється відносно значення в попередній точці {\displaystyle \ x_{n}} за формулою:
{\displaystyle {\textbf {y}}_{n+1}={\textbf {y}}_{n}+{h \over 6}({\textbf {k}}_{1}+2{\textbf {k}}_{2}+2{\textbf {k}}_{3}+{\textbf {k}}_{4})},
{\displaystyle \ x_{n+1}=x_{n}+h}
де {\displaystyle \ h} — крок інтегрування, а коефіцієнти {\displaystyle {\textbf {k}}_{n}} розраховуються таким чином:
{\displaystyle {\textbf {k}}_{1}={\textbf {f}}\left(x_{n},{\textbf {y}}_{n}\right),}
{\displaystyle {\textbf {k}}_{2}={\textbf {f}}\left(x_{n}+{h \over 2},{\textbf {y}}_{n}+{h \over 2}{\textbf {k}}_{1}\right),}
{\displaystyle {\textbf {k}}_{3}={\textbf {f}}\left(x_{n}+{h \over 2},{\textbf {y}}_{n}+{h \over 2}{\textbf {k}}_{2}\right),}
{\displaystyle {\textbf {k}}_{4}={\textbf {f}}\left(x_{n}+h,{\textbf {y}}_{n}+h{\textbf {k}}_{3}\right).}
Це метод 4-го порядку, тобто похибка на кожному кроці становить {\displaystyle \ O(h^{5})}, а сумарна похибка на кінцевому інтервалі інтегрування є величиною {\displaystyle \ O(h^{4})}.

## Прямі методи Рунге — Кутти
Група прямих методів Рунге — Кутти є узагальненням методу Рунге — Кутти 4-го порядку. Наближення задається формулами
{\displaystyle {\textbf {y}}_{n+1}={\textbf {y}}_{n}+h\sum _{i=1}^{s}b_{i}{\textbf {k}}_{i},}
де
{\displaystyle {\textbf {k}}_{1}={\textbf {f}}(x_{n},{\textbf {y}}_{n}),\,}
{\displaystyle {\textbf {k}}_{2}={\textbf {f}}(x_{n}+c_{2}h,{\textbf {y}}_{n}+a_{21}h{\textbf {k}}_{1}),\,}
{\displaystyle {\textbf {k}}_{3}={\textbf {f}}(x_{n}+c_{3}h,{\textbf {y}}_{n}+a_{31}h{\textbf {k}}_{1}+a_{32}h{\textbf {k}}_{2}),\,}
{\displaystyle \vdots }
{\displaystyle {\textbf {k}}_{s}={\textbf {f}}(x_{n}+c_{s}h,{\textbf {y}}_{n}+a_{s1}h{\textbf {k}}_{1}+a_{s2}h{\textbf {k}}_{2}+\cdots +a_{s,s-1}h{\textbf {k}}_{s-1}).}
Конкретний метод визначається числом {\displaystyle \ s} і коефіцієнтами {\displaystyle \ b_{i},a_{ij}} і {\displaystyle \ c_{i}}. Ці коефіцієнти часто впорядковують в таблицю
|  | 0                       |                         |                        |                         |                           |                       |
|  | {\displaystyle c_{2}}   | {\displaystyle a_{21}}  |                        |                         |                           |                       |
|  | {\displaystyle c_{3}}   | {\displaystyle a_{31}}  | {\displaystyle a_{32}} |                         |                           |                       |
|  | {\displaystyle \vdots } | {\displaystyle \vdots } |                        | {\displaystyle \ddots } |                           |                       |
|  | {\displaystyle c_{s}}   | {\displaystyle a_{s1}}  | {\displaystyle a_{s2}} | {\displaystyle \cdots } | {\displaystyle a_{s,s-1}} |                       |
|  |                         | {\displaystyle b_{1}}   | {\displaystyle b_{2}}  | {\displaystyle \cdots } | {\displaystyle b_{s-1}}   | {\displaystyle b_{s}} |

Для коефіцієнтів методу Рунге — Кутти мають справджуватись умови {\displaystyle \sum _{j=1}^{i-1}a_{ij}=c_{i}} для {\displaystyle i={\overline {2,s}}}.
Якщо ми хочемо, щоб метод мав порядок {\displaystyle \ p}, то варто так само забезпечити умову {\displaystyle {\bar {\textbf {y}}}(h+x_{0})-{\textbf {y}}(h+x_{0})=O(h^{p+1}),} де {\displaystyle {\bar {\textbf {y}}}(h+x_{0})} — наближення, отримане за методом Рунге — Кутти. Після багаторазового диференціювання ця умова перетвориться в систему поліноміальних рівнянь, розв'язки якої є коефіцієнтами методу.
Прямі методи розв'язку жорстких диференціальних рівнянь та їх систем неефективні внаслідок різкого збільшення кількості кроків обчислень (при зменшенні кроку інтегрування {\displaystyle h}) чи зростання похибки при недостатньо малому кроці {\displaystyle h}.
Нехай похибка має порядок {\displaystyle k}. Наближене значення {\displaystyle y(x),} обчислене у точці {\displaystyle x} із величиною кроку {\displaystyle h}, позначається {\displaystyle Y(x,h).} Тоді у точці {\displaystyle x=x_{0}+2nh}
{\displaystyle y(x)-Y(x,h)\approx A2nh^{k+1}-A(x-x_{0})h^{k},\quad \quad y(x)-Y(x,2h)\approx An(2h)^{k+1}=A(x-x_{0})2^{k}h^{k},}
тобто {\displaystyle Y(x,2h)-Y(x,h)\approx A(x-x_{0})(1-2^{k})h} та, відповідно, 
{\displaystyle y(x)-Y(x,h)\approx {\frac {Y(x,h)-Y(x,2h)}{2^{k}-1}}.}
Помилка при кроці {\displaystyle h} виражається через наближені значення при кроках {\displaystyle h} та {\displaystyle 2h.}
Багатокрокові методи використовують для обчислення наступного значення {\displaystyle y_{j+1}} лише інформацію з напівінтервалу {\displaystyle [y_{j},y_{j+1})}. Багатокрокові методи базуються на заміні диференціального рівняння 
{\displaystyle y(x)-f(x,y(x))=0,\quad \quad y(a)=s}
за сталого кроку {\displaystyle h} різницевим рівнянням порядку {\displaystyle k}
{\displaystyle \sum _{j=0}^{k}a_{j}^{(k)}y-h\sum _{j=0}^{k}b_{j}^{(k)}f(x_{k+j},y_{k+j})=0,\quad \quad a_{k}^{(k)}\neq 0,\quad \quad (a_{0}^{(k)})^{2}+(b_{0}^{(k)})^{2}\neq 0,\quad \quad n=0,1,...,}
{\displaystyle y_{0}=s,y_{1},...,y_{k-1}} - задані значення. 
Кожний спосіб такого типу визначається поліномами
{\displaystyle p_{k}(z)=a_{k}^{(k)}z^{k}+a_{k-1}^{(k)}z^{k-1}+...+z_{0}^{(k)},\quad \quad \sigma _{k}(z)=b_{k}^{(k)}z^{k}+b_{k-1}^{(k)}z^{k-1}+...b_{0}^{(k)}.}
Якщо степінь {\displaystyle \sigma _{k}} менше степені {\displaystyle p_{k},} то говорять про явний (або відчинений) метод, якщо степені рівні, то про неявний (зачинений). 

## Приклад розв'язання в середовищіMATLAB
Розв'язання систем диференціальних рівнянь методом Рунге-Кутти є одним з найбільш поширених числових методів розв'язання в техніці. В середовищі MATLAB/Octave (досить поширена і зручна мова програмування для технічних обчислень) реалізований один з його різновидів — метод Дорманда-Принса.